# 出町座
出町座（でまちざ）は、京都府京都市上京区の出町桝形商店街にある映画館。運営はシマフィルム。

## 歴史

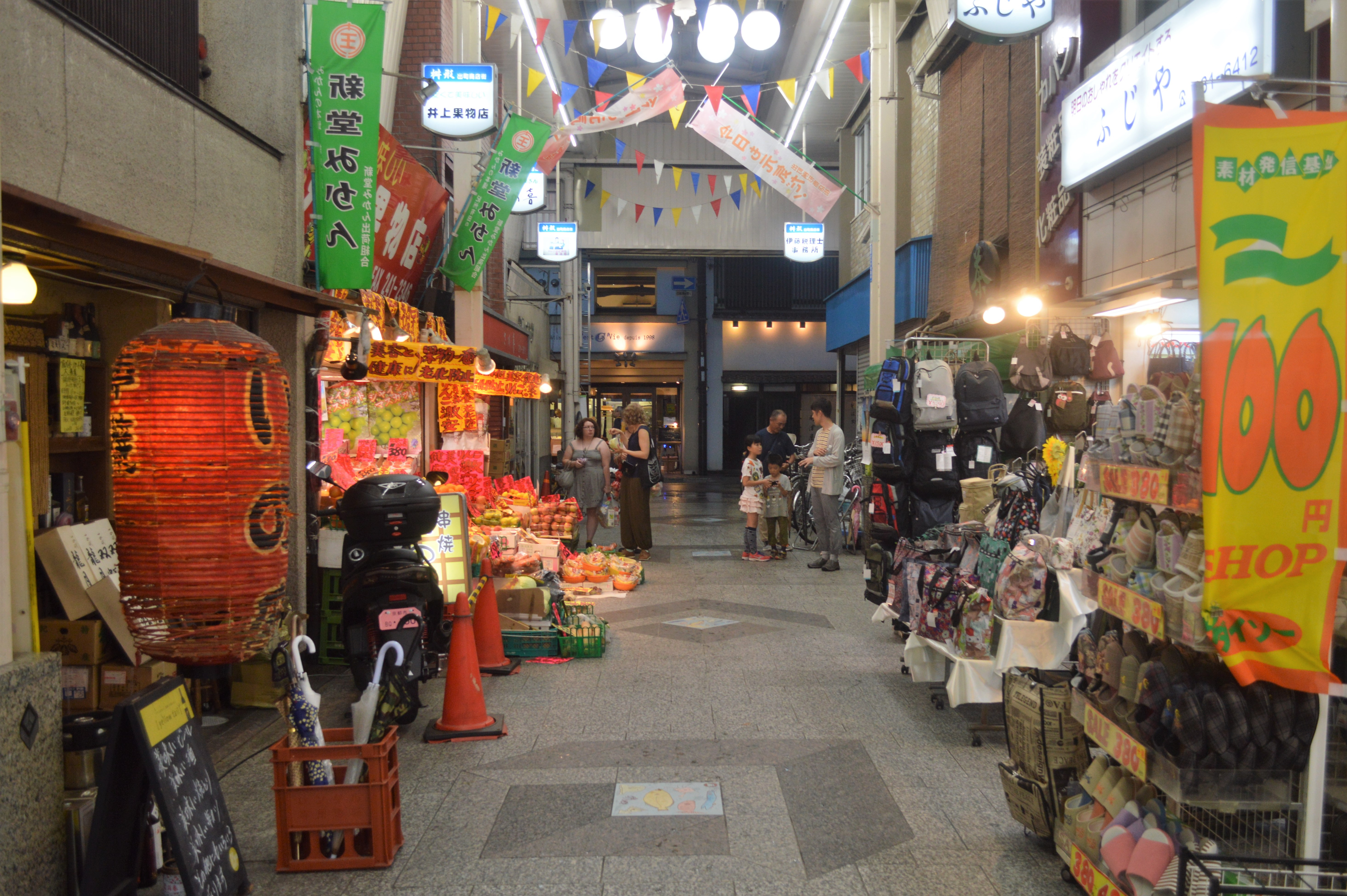
出町座がある出町桝形商店街

映画製作会社であり福知山シネマや舞鶴八千代館の運営を手掛けるシマフィルムは、2013年から京都市と共同で中京区で立誠シネマを運営していた。京都市立立誠小学校跡地を活用する新事業にともなって、 2017年7月には立誠シネマが閉館している。これにより、シマフィルムが上京区の出町桝形商店街に場所を移して新たに開いた映画館が出町座である。
2017年12月28日にオープンした。12月28日はリュミエール兄弟が1895年にシネマトグラフを商業公開した記念日であることから、こけら落としには、同兄弟の作品を再編集した新作映画『リュミエール!』が選ばれた。開館から約2か月半で、合計来場者数は1万人に達した。

## 施設

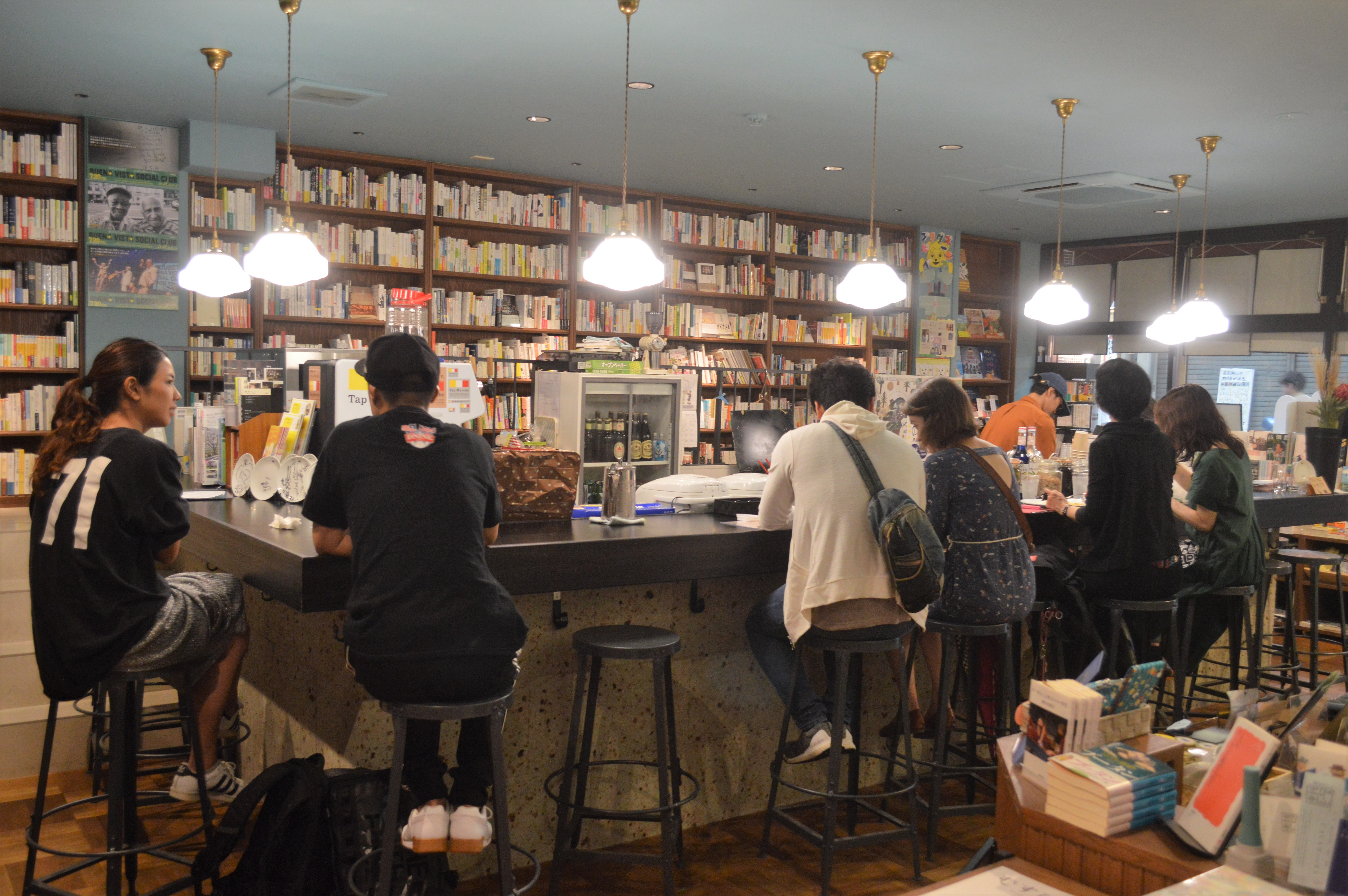
1階のカフェと書店

スクリーンは、地下1階（42席）と2階（48席）に1つずつ設けられている。1階には書店「CAVA BOOKS」とカフェ「出町座のソコ」が併設されている。書店では、上映作品の原作や関連書籍などを並べている。カフェでは、通常のカフェメニューやアルコール飲料のほか、上映作品にちなんだドリンクが提供されている。3階のフリースペースは、ギャラリーやトークイベントの会場として使われている。
建物は、薬局が入っていたビルを改装したものである。劇場の扉、上映機材、券売機、椅子は、2017年1月に閉館したニュー八王子シネマから引き継いだものである。

## データ
- 所在地 : 京都府京都市上京区三芳町133[2]
- アクセス : 叡山電鉄・京阪電気鉄道出町柳駅から徒歩5分、京都市営地下鉄今出川駅から徒歩10分[2]
- 座席数 : 42席（地下1階）、48席（2階）[1]
- 運営会社 : シマフィルム[1]
- 運営事務所 : シマフィルム京都オフィス[1]